# Keräsjoki (plaats)
Keräsjoki is een dorp binnen de Zweedse gemeente Haparanda. Het dorp is gelegen aan een verbindingsweg, die langs de gelijknamige rivier loopt en die begint/eindig in Nikkala. Het dorp ligt ongeveer 8 kilometer ten noorden van die plaats.
Alatalo · Barsk · Haparanda · Kangas · Kankaanranta · Karungi · Kattilasaari · Keräsjänkkä · Keräsjoki · Korpikylä · Korva · Kukkola · Lappträsk · Marielund · Mattila · Nikkala · Parviainen · Purra · Salmis · Seskarö · Säivis · Vojakkala · Vuono · Vittikko